# Konami Antiques: MSX Collection
Konami Antiques: MSX Collection est une série de compilations de jeu vidéo développé et édité par Konami sur PlayStation et Saturn en 1997 et 1998, uniquement au Japon. Elle comprend 30 titres du catalogue de l'ordinateur personnel MSX, datant des années 1980. Trois volumes, comprenant chacun 10 jeux, sont sortis sur PlayStation et l'intégralité des titres a été regroupé sur un seul CD-ROM, sous-titré Ultra Pack, sur Saturn. Les deux premiers volumes ont été réédités sur la PlayStation Network en 2006.

## Konami Antiques: MSX Collection Vol. 1
- Antarctic Adventure
- Gradius
- Gradius II: The Ambitions of Gofer
- Hyper Sports 2
- Konami's Boxing
- Konami's Ping Pong
- Mopiranger
- Road Fighter
- Sky jaguar
- Yie Ar Kung-Fu

## Konami Antiques: MSX Collection Vol. 2
- Athletic land
- Gradius 2
- Knightmare
- Konami's Golf
- Konami's Billard
- Hyper Sports 3
- Magical Tree
- Super Cobra
- TwinBee
- Yie Ar Kung-Fu 2

## Konami Antiques: MSX Collection Vol. 3
- Comic Bakery
- King's Valley
- Konami's Tennis
- Konami's Soccer
- Konami Rally
- Parodius
- Penguin Adventure
- Pippols
- Salamander
- Time Pilot